# Ilhéu de Santa Maria
O Ilhéu de Santa Maria é um Ilhéu Árido, com cerca de 420 metros de comprimento por 130 metros de largura, situado a frente da Praia da Gamboa, na Ilha de Santiago de Cabo Verde. No passado este ilhéu, atualmente desabitado, abrigou doentes Leprosos. Presentemente, desse albergue, restam somente ruínas. Cercado de água, é alcançável a Bote ou a pé, na maré baixa.
Foi neste ilhéu que Charles Darwin, figura influente da Ciência Mundial, na sua famosa viagem de circum-navegação a bordo do navio H.M.S. Beagle, fez as suas primeiras observações Geológicas, em 1832. Após a partida de Inglaterra, foi na Cidade da Praia que o Beagle aportou pela primeira vez.
Essas observações foram publicadas na obra "Geological observations on the volcanic islands visited during the voyage of H.M.S. Beagle". Desde os tempos de Charles Darwin, foram publicados vários estudos científicos sobre a geologia do ilhéu. O ilhéu tem, pois, importância científica e histórica a nível mundial que deve ser tida em conta em projetos que o afetem. 
Em 2015 o governo cabo-verdiano e a Legend Development Company fizeram um contrato legal e regulamentado para a construção de um Hotel-Cassino, já publicado no Boletim oficial cabo-verdiano, com um orçamento de 250 milhões de Euros.